# نموذج ذري
في نظرية النموذج، النموذج الذري هو حقل فرعي من المنطق الرياضي، وهو نموذج يتم فيه تحديد النوع الكامل لكل مجموعة بديهية بواسطة صيغة واحدة. تسمى هذه الأنواع بالأنواع الرئيسية "principal types"، وتسمى الصيغ التي تحددها بالصيغ الكاملة "complete formulas".

## الأغراض
يمكن استخدام طريقة ذهابًا وإيابًا لإظهار أن أي نموذجين ذريين معدودين لنظرية متكافئتين بشكل أولي هما متماثلان.